# Barleeia juliae
Barleeia juliae is een slakkensoort uit de familie van de Barleeiidae. De wetenschappelijke naam van de soort is voor het eerst geldig gepubliceerd in 2004 door Rolán & Swinnen.